# Bychovskiata obscura
Bychovskiata obscura är en spindeldjursart som beskrevs av Mironov och Dabert 1997. Bychovskiata obscura ingår i släktet Bychovskiata och familjen Avenzoariidae. Inga underarter finns listade.